# Historia Salwadoru

Godło Salwadoru

W historii Salwadoru możemy wyróżnić kilka okresów, które miały wpływ na obecny stan gospodarczy, polityczny i społeczny tego kraju. Przed przybyciem na kontynent amerykański konkwistadorów hiszpańskich, obszar dzisiejszego Salwadoru był zamieszkany przez różne ludy indiańskie, które już wtedy stworzyły tam skomplikowane organizmy państwowe. Wraz z rozpoczęciem konkwisty, charakter regionu był kształtowany z jednej strony przez współpracę, z drugiej – przez podbój siłą – do chwili, gdy dotychczasowa Provincia de San Salvador uniezależniła się od Imperium Hiszpańskiego w II dziesięcioleciu XIX wieku, a charakter samodzielnego organizmu państwowego przyjęła w 1841 roku. W roku 1931 rozpoczął się okres dyktatury wojskowej, który trwał do 1979 r. W latach 80. XX w. trwała wojna domowa, która kosztowała kraj ogromną liczbę zmarłych i zaginionych. Koniec tej wojny (tzw. porozumienia pokojowe z Chapultepec z 1992 r.) rozpoczęły nową epokę w dziejach Salwadoru. Obecna sytuacja ekonomiczna i społeczna jest wciąż zbyt trudna, aby naród salwadorski mógł ją poprawić samodzielnie.

## Epoka prekolumbijska
Pierwsi ludzie zamieszkujący teren obecnego Salwadoru przybyli tu w końcu zlodowacenia Würm (w terminologii amerykańskiej – Wisconsin, w polskiej – zlodowacenie północnopolskie) – ok. 10 tys. lat p.n.e. i były to ludy zbieracko-łowieckie, którym później nadano nazwę paleoindiańskich. Zajmowały się polowaniem na duże zwierzęta. Jednym z najlepiej zachowanych stanowisk archeologicznych jest Cueva del Espíritu Santo w dep. Morazán. Po wytępieniu ostatnich wielkich zwierząt (ok. 8000 lat p.n.e.) grupy koczowników poświęciły się głównie zbieractwu, a potem rolnictwu, co umożliwiło im przejście na tryb osiadły. Najstarszą osadą na terytorium Salwadoru jest El Carmen w dep. Ahuachapán, którą datuje się na rok 1590 p.n.e. (z błędem ± 150 lat). Wraz z przejściem ludności na tryb osiadły rozpoczyna się okres preklasyczny (1500 r. p.n.e. – 250 r. n.e.). W tym czasie powstały kultury Majów i Indian Lenca. Na ludność duży wpływ miała kultura Olmeków. Główne miasta tego okresu to Chalchuapa (założona ok. 1200 r. p.n.e.) i Quelepa. W Chalchuapa były wytwarzane ceramiki, znane obecnie jako ceramiki Usulután. Około 250 r. n.e. miał miejsce wybuch wulkanu, w którym znajduje się jez. Ilopango, co spowodowało zniszczenie dużej części strefy centralnej i zachodniej oraz przeprowadzkę ludności na wyższe tereny.
Okres klasyczny trwał w latach 250-900. Zostały wtedy ponownie zasiedlone obszary, wyludnione po wybuchu wulkanu Ilopango. W okolicach Chalchuapa rozpoczęto budowę miasta Majów – Tazumal, zaś dominującą rolę strefy centralnej przejęło miasto, którego ruiny znajdują się dziś na stanowisku San Andrés (departament La Libertad). Miasta strefy zachodniej i środkowej handlowały i znajdowały się pod dużym wpływem (głównie architektonicznym) Copán i Teotihuacán, natomiast strefa wschodnia – z doliną Ulúa i Veracruz w obecnym Hondurasie. W okresie klasycznym późnym rodzi się kultura Cotzumalhuapa, której dowody w Salwadorze odkryto w Cara Sucia (dep. Ahuachapán). Narody i plemiona zamieszkujące Salwador w tym czasie to Indianie Lenca, Ulúa, Cacaopera, Majowie (Chortí i Poqomchi), Xinca i Chorotega. Wiele miast zostało pod koniec okresu wyludnionych (nawet San Andrés); wówczas rozpoczął się okres postklasyczny (900–1524). Wczesny okres postklasyczny (900–1200) to przybycie Indian Pipil. Główne ich osady to Cihuatan i Las Marías (dep. San Salvador), Chalchuapa, Loma China (dep. Chalatenango). Główne miasta strefy zachodniej i środkowej znajdowały się pod wpływem Tolteków, zwłaszcza Cihuatan y Chalchuapa. Większość osad była ufortyfikowana i położona na wzniesieniach. W późnym okresie postklasycznym (1200–1524) – bezpośrednio przed konkwistą – terytorium Salwadoru było zajęte przez trzy duże państwa, z których za najsilniej zjednoczone i najbardziej rozwinięte uznawano Cuzcatlán, pod silnymi wpływami imperium Azteków – jego stolicą było miasto Cuzcatlán. Główne ludy indiańskie tego okresu to Lenca, Chorti, Xinca, Cacaopera, Chorotega, Pocomam i Pipil, wszystkie należące do kręgu kulturowego Ameryki Środkowej.

### IndianiePipil
Około roku 900 na teren Salwadoru przybyli z terenu Meksyku Indianie Pipil. Miasta znajdujące się pod ich największym wpływem to Tazumal i Cihuatán. Około 1200 r. miasta te zostały opuszczone. Natomiast w 1400 r. Pipil zdobyli państwo Indian Pocomam ze stolicą w Atiquizaya (dep. Ahuachapán). Państwo to zajmowało dużą część dep. Ahuachapán i Santa Ana. Kultura Indian Pipil była podobna do kultur innych narodów środkowej Mezoameryki, zwłaszcza Tolteków. Indianie Pipil przewodzili licznym społecznościom regionu. Spośród nich największą hegemonię zdobyło Cuzcatlán, jednocząc pod swoją władzą teren środkowego i zachodniego Salwadoru jako federację, zwaną Señorío de Cuzcatlán. Podbite społeczności przetrwały w niej jako departamenty zależne od kacyka Cuzcatlán.

### Majowie
W połowie wieku XI Majowie Chorti – którzy zajmowali przez długi czas region na północ od rzeki Lempa (dep. Santa Ana i Chalatenango) – stworzyli królestwo Payaquí, które zajmowało również część Gwatemali i Hondurasu. W wieku XIII wpływ Indian Pipil wzrósł na tyle, że z chwilą przybycia Hiszpanów na te regiony ludność mówiła językiem, który łączył w sobie elementy języka chortí i nahuatl (którym mówili Pipil). W wieku XIV Indianie Lenca zjednoczyli się, tworząc państwo zwane Chaparrastique. Podobnie, jak królestwo Payaquí, była to federacja.

### Organizacja polityczna regionu przed konkwistą
Przed i podczas konkwisty terytorium obecnego Salwadoru było podzielone na 3 części:
- królestwo Payaquí (Indianie Chorti) – rozciągało się na północ od rzeki Lempa, jak również na terytoria obecnej Gwatemali i Hondurasu
- Señorío de Cuzcatlán – zajmowało zachodni i środkowy region Salwadoru (między rzekami Paz i Lempa)
- Chaparrastique (Indianie Lenca) – zajmowało całą strefę wschodnią Salwadoru i część Hondurasu[3][5]

## Podbój Salwadoru (1524-1530)

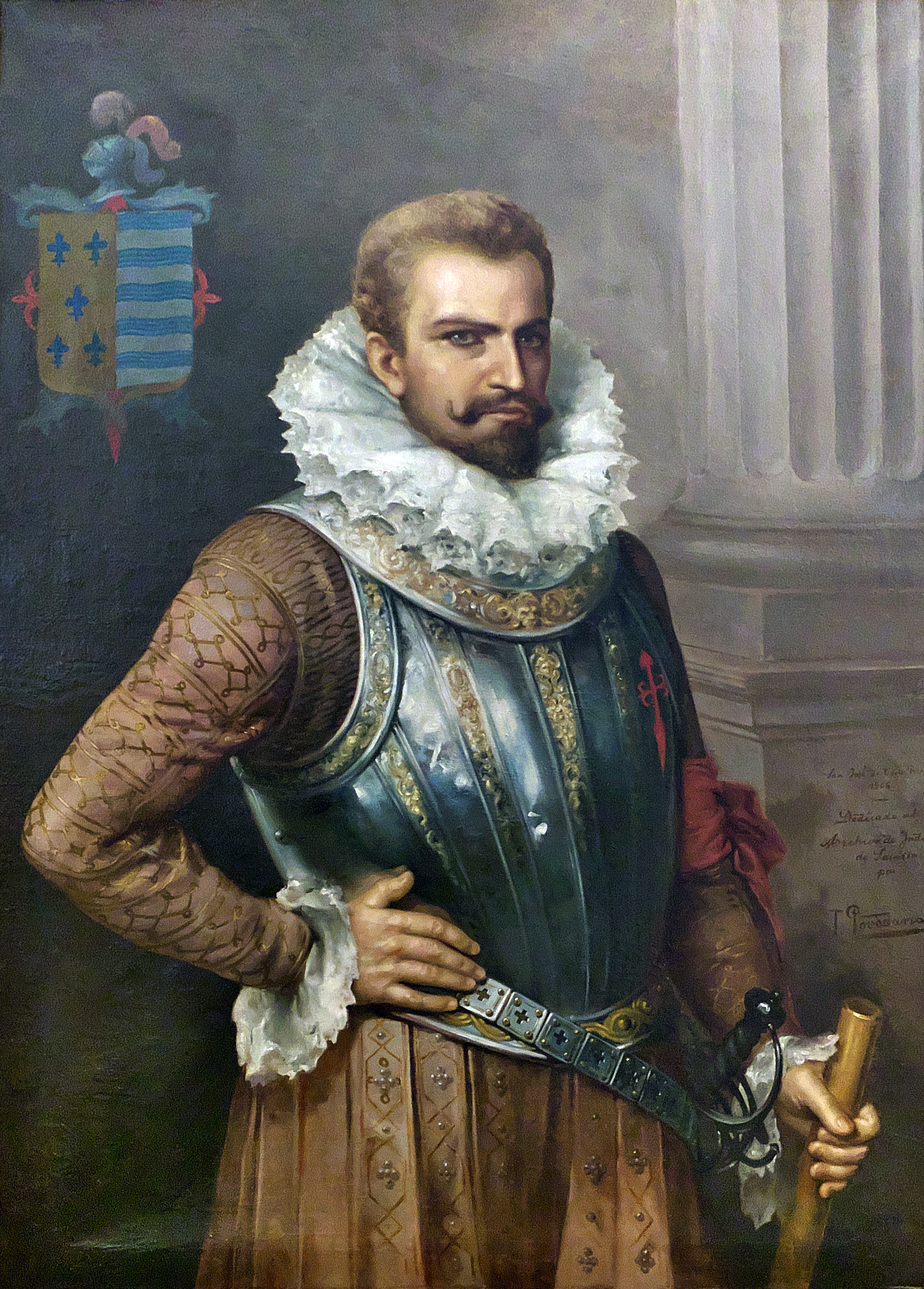
Hiszpański konkwistador Pedro de Alvarado

31 maja 1522 roku Hiszpan Andrés Niño na czele swojej ekspedycji przybił do brzegów wyspy Meanguera w Zatoce Fonseca. Wcześniej odkrył zatokę Chiquilisco i ujście rzeki Lempa. W czerwcu 1524 roku Pedro de Alvarado opuścił terytoria Indian Iximché (ob. Gwatemala), rozpoczynając podbój państwa Cuzcatlán. Pod jego dowództwem było ok. 250 Hiszpanów i ok. 6000 sprzymierzonych Indian, głównie Tlaxcalteca z terytorium obecnego stanu meksykańskiego Tlaxcala. Po przejściu przez terytoria Indian Itzcuintepec, Atiepac, Tacuilula, Taxisco, Guazacapán, Chiquimulilla, Tzinacaután, Naucintlán i Paxco dotarł do zachodniego brzegu rzeki Paz. Przekroczywszy ją, znalazł się na terytorium Indian Pipil. Po niedługim czasie dotarł do miasta Mochizalco (dep. Sonsonate), które zastał opustoszałe z powodu strachu, jaki ogarnął mieszkańców na wieść o tym, co się dzieje na zachodzie. De Alvarado kontynuował marsz. Następne miasto – Acatepec – również było opustoszałe. Idąc w kierunku południowym, De Alvarado dotarł do miasta Acaxual (Acajutla – dep. Sonsonate). Tu, 8 czerwca 1524, był zmuszony odbyć ciężką bitwę, którą jego wojsko przegrało, a on sam został ranny w udo, wskutek czego kulał do końca życia. Po bitwie i krótkiej rekonwalescencji, De Alvarado – mimo poważnej rany – pomaszerował w kierunku miasta Tacuzcalco, znajdującego się na południe od obecnego miasta Sonsonate. Tam rozegrała się bitwa, tym razem wygrana przez Hiszpanów, z ogromnymi stratami po stronie Indian. Z powodu swojej rany, De Alvarado musiał pozostać w straży tylnej, a bitwą dowodzili jego bracia. Po bitwie i odpoczynku Hiszpanie kontynuowali marsz w stronę miasta Miahuatán, które znów zastali opustoszałe. Po przybyciu do miasta Atehuan (ob. Ateos, dep. La Libertad) do Hiszpanów przybyli posłowie z deklaracją pokoju od władców państwa Cuzcatlán. Jednak De Alvarado kontynuował swój marsz na stolicę i również zastał ją opuszczoną. Prawdopodobnie z powodu nieprzyjaznego klimatu De Alvarado wrócił do Gwatemali w lipcu 1524 roku. Przebieg kampanii na terytorium Señorío de Cuzcatlán był opisany przez samego De Alvarado w relacji wysłanej Cortésowi. Poza tym dokumentem istnieją inne: tzw. Tkanina z Tlaxcala (Lienzo de Tlaxcala) i Krótki opis zniszczenia Indii (Brevísima relación de la destrucción de las Indias). Na Tkaninie z Tlaxcala Indianie Tlaxcalteca, którzy towarzyszyli De Alvarado, opisują liczne bitwy, nie tylko stoczone przez samego konkwistadora, ale też inne (Cenzonapan, Tecpan-Izalco, Yopicalco, Xilopango). Z kolei Krótki opis zniszczenia Indii jest znanym dziełem dominikanina Bartolomé de Las Casas, opisującym zbrodnie Hiszpanów popełnione podczas zdobywania Ameryki. W końcu 1524 roku lub na początku 1525 Pedrarias Dávila, zdobywca Panamy i Nikaragui, wysłał Francisco Hernándeza do Hondurasu, a ten wysłał Hernando de Soto do Cuzcatlán. Następnie Pedro de Alvarado wysłał tam grupę ludzi, dowodzoną przez swojego brata Gonzalo, aby założyli miasto. 1 kwietnia 1525 roku w miejscu znanym wtedy jako Ciudad Vieja, w dolinie Bermuda, Gonzalo de Alvarado i Diego de Holguin założyli osadę San Salvador. Ale w roku następnym atak Indian zmusił Hiszpanów do opuszczenia osady. W roku 1528 San Salvador zostało zasiedlone ponownie przez kuzyna Pedro de Alvarado – Diego. Szacuje się, że do roku 1528 ok. 90 miast zostało zasiedlonych przez Hiszpanów. Między latami 1529 a 1540 dowódcy oddziałów Pedro de Alvarado – Luis de Moscoso, Diego de Rojas, Pedro de Portocarrero – kontynuowali i zakończyli podbój Salwadoru. W roku 1530 ekspedycja pod dowództwem de Moscoso kończy podbój strefy środkowej i zakłada osadę San Miguel de la Frontera. W tym samym roku Hernando de Chávez i Pedro Amalín, wysłani przez De Alvarado, zdobywają królestwo Payaquí, rozbijając kacyka Indian Chorti, Copán-Galela. W roku 1537 w Hondurasie upada kacyk Indian Lente Lémpira. W roku 1540 cały obszar Salwadoru jest spacyfikowany przez Hiszpanów.

### Hiszpanie – zdobywcy Salwadoru
- Pedro de Alvarado (pierwszy, który – z marnymi wynikami – próbował podboju Salwadoru w 1524 roku)
- Gonzalo de Alvarado (założyciel San Salvador w roku 1525)
- Diego de Alvarado (ponownie zasiedlił San Salvador w 1528 roku, rozpoczynając tym ostateczny podbój kraju)[11]
- Diego de Rojas (rozpoczął podbój państwa Indian Lenca w 1529 roku; uwięziony przez Martina Estete, później uwolniony. W r.1532, razem z Pedro Portocarrero, zdobył tzw. Balsamiczne Wybrzeże (Costa del Bálsamo, dep. Sonsonate i La Libertad)
- Luis de Moscoso (pokonał Martína Estete i założył San Miguel w początkach roku 1530)
- Hernando de Chávez i Pedro Amalín (pokonali Copán-Galela i podbili królestwo Payaquí w 1530 r.)[5]
- Cristóbal de la Cueva (zasiedlił ponownie San Miguel w 1535 r. po tym, jak zostało opuszczone rok wcześniej; zakończył podbój państwa Indian Lenca)[12]

## Epoka kolonialna (1530-1821)
Podbój terytorium Salwadoru oznaczał koniec panowania Indian, trwającego kilka tysiącleci. Terytorium zostało włączone do imperium hiszpańskiego jako kolonia. Stało się częścią Generalnej Kapitanii Gwatemala, która administracyjnie podlegała wicekrólowi Nowej Hiszpanii. Indianie, którym udało się przeżyć, zdziesiątkowani przez wojny i nowe choroby, przywleczone z Europy, mieli od tej pory służyć konkwistadorom. W następnych latach Hiszpanie przywieźli na teren Salwadoru zwierzęta i uprawy europejskie. Dużym wysiłkiem okazało się wpojenie kultury i religii zdobywców tubylcom. Zakony religijne, zwłaszcza franciszkanie i dominikanie, prowadzili ewangelizację. W gospodarce wytworzył się system, zwany po hiszpańsku encomienda. Polegał on z grubsza na tym, że każdy konkwistador otrzymywał w nagrodę za służbę możliwość ściągania z Indian trybutu na rzecz Korony hiszpańskiej w zamian za szerzenie wśród nich chrześcijaństwa i sprawowanie nad nimi opieki. Pod opiekę konkwistadora (encomendero) trafiała określona liczba Indian, którzy płacili trybut w naturze lub odrabiali pracą. System obfitował w wiele nadużyć wobec Indian, przekształcając się w niewolnictwo. Zostało to zabronione w 1542 roku w tzw. Leyes Nuevas – ustawach mających na celu polepszenie życia Indian, wydanych przez króla Karola I (głównie pod wpływem Krótkiego opisu zniszczenia Indii Bartolomé de Las Casas). Według ustaw, encomienda wygasała w trzecim pokoleniu, tzn. po śmierci pierwszego pokolenia potomków encomendero. Wówczas Indianie zaczynali płacić trybut bezpośrednio królowi. Do 1550 r. było 168 osad (liczących w sumie 17500 osób) podlegających encomenderos. Ponieważ terytorium Salwadoru było pozbawione cennych surowców mineralnych, podstawą gospodarki stało się rolnictwo. W latach 1550–1600 głównymi uprawami były tam: kakao (głównie dzis. dep. Sonsonate) oraz drzewa, z których pozyskiwano żywicę na balsamy (region nadmorski). W wieku XVII kakaowce zostały zastąpione przez indygowiec, z którego wytwarzano barwniki. Podczas trwania epoki kolonialnej nastąpiło intensywne mieszanie się ludności indiańskiej, murzyńskiej i hiszpańskiej. W chwili odzyskania niepodległości metysi stanowili dużą część ludności Salwadoru. Społeczeństwo kolonialne Salwadoru było silnie podzielone. Relacje między grupami etnicznymi były silnie skodyfikowane. Istniał pogląd, że pozycja zajmowana przez daną osobę powinna odpowiadać „stopniowi czystości krwi”. Im więcej czystej krwi hiszpańskiej, tym wyższa pozycja osoby w społeczeństwie, dlatego rdzenni Hiszpanie zajmowali pozycje uprzywilejowane, zwłaszcza najwyższe stanowiska w rządzie kolonialnym. W epoce kolonialnej Salwador był też świadkiem kilku ataków piratów. Pierwszy był sir Francis Drake, który atakował po raz pierwszy w kwietniu 1579 roku w Zatoce Fonseca, a drugi raz – w 1586 roku w porcie Acajutla. Jako drugi spróbował swych sił Thomas Cavendish, który w roku następnym również przybił w Zatoce Fonseca. Trzeci natomiast byli Francuzi, dowodzeni przez Edwarda Davisa i Williama Dampiera, którzy atakowali w Zat. Fonseca w lipcu 1684 i zniszczyli miasto Santa María de Meanguera, powodując wyludnienie wybrzeża zatoki.

### Organizacja terytorium Salwadoru jako kolonii
Salwador wchodził w skład Wicekrólestwa Nowej Hiszpanii, które rozciągało się od Missisipi i Kanady na północy do Kostaryki na południu. Wicekrólestwo miało swoją stolicę w mieście Meksyk. Salwador był częścią Generalnej Kapitanii Gwatemala, która obejmowała poza tym Gwatemalę, Kostarykę, Honduras i Nikaraguę.
W latach 1532–1786 teren obecnego Salwadoru był podzielony następująco:
- Alcaldía Mayor de Sonsonate (obecne departamenty Sonsonate y Ahuachapán)
- Alcaldía Mayor de San Salvador (cała strefa środkowa Salwadoru i dep. Santa Ana)
- Alcaldía Mayor de San Miguel (cała strefa wschodnia)

W latach 1786–1824 w ramach reform burbońskich zreorganizowano kraj następująco:
- Alcaldía Mayor de Sonsonate
- Intendencia de San Salvador (złożona z Alcaldías Mayores de San Salvador i San Miguel)

## Odzyskiwanie niepodległości (1811-1821)
W ostatnim dziesięcioleciu XVIII wieku w różnych regionach Ameryki Łacińskiej miały miejsce powstania przeciwko panowaniu Hiszpanów. W Ameryce Środkowej tęsknota za niepodległością zrodziła się wśród Kreolów pod wpływem idei Oświecenia, a za wzór służyła im wojna o niepodległość Stanów Zjednoczonych i Rewolucja francuska. Wiadomo, że przywódcy środkowoamerykańskiego ruchu niepodległościowego (José Matías Delgado, José Simeón Cañas, José Cecilio del Valle) znali idee wolności osobistej i równości wobec prawa, szerzone przez filozofów Oświecenia. W pierwszej dekadzie XIX wieku hiszpańskie władze kolonialne zrealizowały w celu sfinansowania wojen Korony w Europie kilka niepopularnych posunięć podatkowych i gospodarczych, jak wzrost trybutu i zwiększenie długu państwowego. Te działania dodatkowo zwiększyły chęć oderwania się od Korony wśród Kreolów. Historycy uważają, że faktem, który zadziałał na ruchy niepodległościowe jak iskra na beczkę prochu, była inwazja Napoleona na Półwysep Iberyjski w roku 1808. Inwazja ta zapoczątkowała upadek władzy królewskiej.
W okresie 1808–1814 miało miejsce kilka ważnych wydarzeń na terytorium Prowincji Salwador:
- Powstanie 5 listopada 1811 roku – stłumione w grudniu 1811. Znane jako Pierwszy Krzyk o Niepodległość, było dowodzone z San Salvador przez José Matíasa Delgado, Manuela José Arce i braci Aguilar. W następnych dniach listopada rozszerzyło się na obecne departamenty La Paz, Usulután, Chalatenango, Santa Ana i Cuscatlán, a także na teren obecnej wsch. Gwatemali (Tejutla). Z tym powstaniem były bezpośrednio związane dwa inne: w Sensuntepeque (dep. Cabañas – 20 grudnia) i w Metapán (dep. Santa Ana – 24 listopada 1811.
- Powstanie 24 stycznia 1814, również wzniecone w San Salvador, również stłumione. Większość z przywódców została aresztowana, a jeden z nich, Santiago José Celís, zamordowany. W ruchu tym uczestniczyło sporo zwykłych ludzi.

W maju 1814 roku do Hiszpanii wrócił król Ferdynand VII, który natychmiast przywrócił absolutyzm, znosząc konstytucję z 1812 r. Efekty tego dały się odczuć w Ameryce Środkowej, gdzie Kapitan Generalny Gwatemali José de Bustamante y Guerra rozpoczął prześladowania działaczy niepodległościowych i obrońców idei liberalnych. Trwało to aż do jego odwołania w 1817 r. W styczniu roku 1820 rozpoczęło się w Hiszpanii tzw. Wolne Trzylecie (Trienio Liberal). Powstańcy w Sewilli pod dowództwem płk. Rafaela Riego reaktywowali konstytucję z 1812 r. i stopniowo zdobywali coraz większe poparcie. Również w Ameryce Środkowej Kapitan Generalny Gwatemali Carlos Urrutia uznał tę konstytucję (lipiec 1820) i krótko potem ogłosił wybory do władz lokalnych oraz dopuścił działalność wolnej prasy na terenie Kapitanatu Gwatemali. Korzystając z atmosfery wolności, utworzono dwa nowe czasopisma: El Editor Constitucional pod redakcją Gwatemalczyka Pedro Moliny, który prezentował poglądy bardzo liberalne, oraz El Amigo de Patria pod redakcją Hondurańczyka José Cecilio del Valle, broniącego pozycji konserwatywnych. W czerwcu 1821 roku Urrutię na stanowisku Kapitana Generalnego zastąpił Gabino Gaínza. W sierpniu doszły do Kapitanatu Gwatemali wieści o niepodległości Meksyku na warunkach ustalonych w tzw. Planie z Iguala przez Agustína Iturbide. W zaistniałej sytuacji Gaínza zwołał spotkanie notabli na 15 września.

## Niepodległość i Zjednoczone Prowincje Ameryki Środkowej (1821–1841)

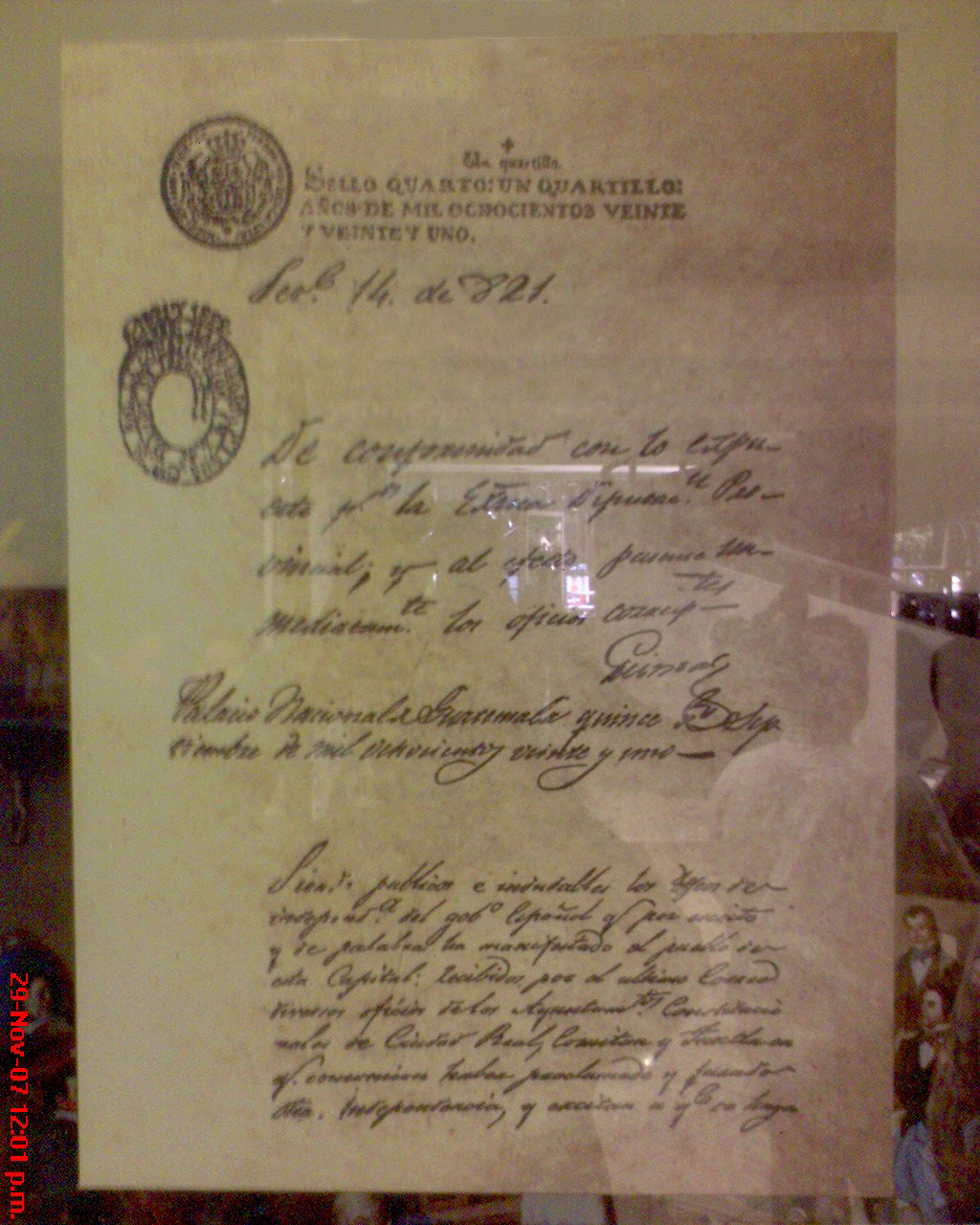
Deklaracja Niepodległości Zjednoczonych Prowincji Ameryki Środkowej, znajdująca się w zbiorach parlamentu Salwadoru

15 września 1821 roku na spotkaniu w mieście Gwatemala reprezentanci prowincji środkowoamerykańskich ogłosili niepodległość od Hiszpanii i stworzyli rząd tymczasowy, któremu przewodził ustępujący Kapitan Generalny Gwatemali, Gabino Gaínza. Wiadomość o ogłoszeniu niepodległości dotarła do San Salvador 21 września. Rozważano trzy opcje niepodległości: pierwsza – utrzymanie jedności prowincji dawnego Kapitanatu Gwatemali, druga – nadanie niepodległości poszczególnym prowincjom, trzecia – inkorporacja do niepodległego Meksyku Augustyna Iturbide. Proklamacja niepodległości zaskoczyła większość konserwatystów w prowincjach Ameryki Środkowej. Niepokój konserwatystów nieco osłabł, gdy otrzymali oni wiadomość o koronowaniu się Augustyna Iturbide na cesarza Meksyku, a zaraz po tym – zaproszenie do zjednoczenia Ameryki Środkowej z Cesarstwem. Rząd tymczasowy zdecydował skonsultować się z władzami lokalnymi. Odpowiedziało 2/3 zapytanych społeczności, z których 168 zaaprobowało inkorporację, zaś dwie – San Salvador i San Vicente – odrzuciły ją. Rząd z Gwatemali ogłosił zatem inkorporację (5 stycznia 1822). Iturbide wysłał wojska pod dowództwem gen. Vicente Filísoli w celu „przywołania do porządku” zbuntowanych prowincji San Salvador i San Vicente. Generał wkroczył do San Salvador w lutym 1823, po rocznym oporze obrońców.
Gdy Filísola opuszczał Gwatemalę, otrzymał wiadomość o obaleniu Iturbide i proklamowaniu Meksyku republiką. Pozostając wiernym swojemu cesarzowi, a nie republice, poprosił rząd Gwatemali o zwołanie zgromadzenia deputowanych środkowoamerykańskich, na którym podjęto by decyzję w sprawie dalszej przyszłości prowincji. Zgromadzenie proklamowało 1 lipca 1823 roku niepodległość od Hiszpanii, Meksyku i jakiegokolwiek innego narodu, tworząc Zjednoczone Prowincje Ameryki Środkowej.
22 grudnia 1823 rady departamentów Sonsonate i San Salvador wyraziły zgodę na przynależność do powstałego państwa, zaś departament Ahuachapán wstrzymywał się do 17 lutego 1824. Wówczas wszystkie te departamenty utworzyły Prowincję Salwador, należącą do Zjednoczonych Prowincji Ameryki Środkowej. Zgromadzeniu konstytucyjnemu Zjednoczonych Prowincji przewodził jeden z Ojców Narodu salwadorskiego – José Matías Delgado. Zgromadzenie proklamowało pierwszą konstytucję federalną 22 listopada 1824 roku. Stolicą zostało miasto Gwatemala.

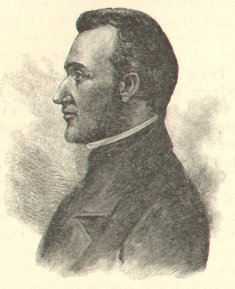
Francisco Morazán

Pierwszym prezydentem Zjednoczonych Prowincji został w 1825 roku Salwadorczyk Manuel José Arce, wybrany głosami liberałów. Mimo tego, w celu sprawnego rządzenia, musiał szukać poparcia konserwatystów, którzy mieli większość w Zgromadzeniu. W 1826 r. Arce wszedł w konflikt z liberalnym rządem Prowincji Gwatemala, co wywołało wojnę domową w całej Ameryce Środkowej, z wyjątkiem Kostaryki. Wojna trwała do roku 1829. Liberałowie zjednoczyli się pod przywództwem Hondurańczyka Francisco Morazána, który pokonał wojska federalne i zmusił Arce do ucieczki z kraju, a następnie (w 1830 r.) został wybrany nowym prezydentem.
Prowincja Salwador uchwaliła konstytucję stanową 22 czerwca 1824 roku. Na prezydenta stanowego wybrano działacza niepodległościowego Juana Manuela Rodrígueza. Od czasów epoki kolonialnej istniała spora nieufność między elitami Salwadoru i Gwatemali, która – już po odzyskaniu niepodległości – przekształciła się w otwartą konfrontację. W roku 1827 wybucha wojna między rządem federalnym Manuela José Arce a Salwadorem. W 1830 r. prezydentem stanowym Salwadoru został konserwatysta José María Cornejo, który nie popierał prezydenta federalnego Francisco Morazána. Doszło do ogłoszenia secesji. Morazán na czele wojska wszedł do Salwadoru, zdjął Cornejo ze stanowiska, a na jego miejsce mianował Mariano Prado, którego po krótkim czasie zastąpił Joaquín de San Martín. Ten ponownie ogłosił secesję Salwadoru z federacji. Morazán znów najechał krnąbrną prowincję i przeniósł do San Salvador stolicę federacji (1834). Umożliwiło mu to rozciągnięcie silnej kontroli nad rządem stanowym Salwadoru. Ale w 1837 r. Rafael Carrera, wspierany przez kler i konserwatystów, wszczął przeciw Federacji powstanie w Quetzaltenango, doprowadzając do powstania szóstej prowincji federacji – Los Altos (po Gwatemali, Salwadorze, Hondurasie, Nikaragui i Kostaryce). Carrera pokonał Morazána w 1840 roku, zmuszając go do opuszczenia Salwadoru. W tym samym momencie w Salwadorze powstał nowy rząd stanowy z prezydentem Juanem Nepomuceno Lindo na czele. Jednym z powodów klęski liberałów i rozpadu Zjednoczonych Prowincji Ameryki Środkowej był ich antyklerykalizm, silny separatyzm i skłonność do lekceważenia ludności indiańskiej przy wydawaniu ustaw. W roku 1812 konstytucja Hiszpanii zniosła trybuty pobierane od Indian. Za każdym razem, gdy próbowano wprowadzić je na nowo, wzbudzało to silny sprzeciw tubylców. Kiedy Mariano Prado jako prezydent stanowy Salwadoru wprowadził nowy podatek, który mieli płacić wszyscy obywatele, w 1833 roku wybuchły powstania w departamentach Sonsonate i San Miguel i wśród Indian Nonualco (dowodzone przez Anastasio Aquino – w dep. La Paz).

## Konflikty między liberałami a konserwatystami (1841-1876)
1 lutego 1841 roku Zgromadzenie Konstytucyjne uchwaliło formalną secesję Salwadoru ze Zjednoczonych Prowincji Ameryki Środkowej, ogłaszając powstanie niezależnego i suwerennego państwa. Była to tylko formalność, gdyż do 1840 r. ze Zjednoczonych Prowincji wystąpiło 5 z 6 członków. W ciągu trzech następnych dekad Salwador pozostawał w stanie głębokiej niestabilności politycznej z powodu rywalizacji między liberałami a konserwatystami, konfliktów z krajami sąsiadującymi i braku poczucia tożsamości narodowej. Walka o władzę między dwiema wspomnianymi stronnictwami przybierała najostrzejsze formy, gdy strona będąca aktualnie w opozycji nie wahała się prosić o pomoc sąsiadów w celu obalenia rządu. Przez to okres ten jest pełen powstań i rewolt, a w kraju stale utrzymuje się klimat wojny domowej. W Ameryce Środkowej liberałowie dążyli do uznania swobód obywatelskich, liberalizacji handlu, rozdziału Kościoła od państwa i bronili unii środkowoamerykańskiej. Z kolei konserwatyści dążyli do utrzymania wielu instytucji pochodzących z czasów kolonialnych, popierali szeroką współpracę państwa i Kościoła oraz dążyli do wzmocnienia niezależności każdego z krajów niegdyś tworzących Zjednoczone Prowincje.

### Caudillismo
Zarówno liberałowie, jak i konserwatyści byli zorganizowani pod przywództwem silnych i charyzmatycznych osobowości – caudillos. Dojście do władzy i jej sprawowanie były oparte na mechanizmach w dużej mierze nieformalnych, polegających na uznaniu przywództwa caudillo przez lud, uznaniu w nim reprezentanta swoich interesów i uwierzeniu, że potrafi on rozwiązywać problemy ludności. W związku z tym każdy caudillo musiał mieć swoich „reprezentantów” wśród ludu, co prowadziło do tworzenia prywatnych milicji. W Ameryce Środkowej największymi caudillos byli: po stronie liberałów Hondurańczyk Francisco Morazán, po stronie konserwatystów Gwatemalczyk Rafael Carrera y Turcios. Obaj mieli swoich naśladowców w Salwadorze: liberała Gerardo Barriosa oraz konserwatystów Francisco Malespína i Francisco Dueñasa.Pierwszym z lokalnych caudillos salwadorskich był Francisco Malespín. Od 1840 r. był dowódcą wojsk Prowincji Salwador, a w związku z tym prawą ręką przywódców kraju: najpierw (jeszcze w ramach Zjednoczonych Prowincji) gubernatora Norberto Ramíreza (1840–1841), potem pierwszego prezydenta niepodległego Salwadoru Juana Lindo (1841–1842), a potem prezydenta Juana José Guzmána (1842–1844). W latach 1844–1845 sam był prezydentem. W 1845 r. wypowiedział wojnę Nikaragui i przeprowadził bardzo brutalny atak na miasto León. Miasto zostało zdobyte i splądrowane. Armia pozbawiła Malespina władzy podczas drogi powrotnej do kraju. Wówczas liberał Gerardo Barrios, który próbował w swoim czasie obalić Malespina, wykorzystał tę sytuację i przekonał swojego teścia gen. Joaquína Eufrasio Guzmána, aby zgodził się objąć stanowisko prezydenta. Parlament pod wpływem Barriosa unieważnił wybór Malespina z 1844 roku i przekazał władzę w ręce generała. Malespín uciekł do Hondurasu. Jeszcze próbował odzyskać władzę, przeprowadzając w 1846 r. nieudany pucz z pomocą prezydenta Gwatemali Rafaela Carrery, ale został zamordowany w drodze do San Salvador.
Następcami prezydenta Guzmána byli Eugenio Aguilar (1846–1848) i Doroteo Vasconcelos (1848–1851). Ten ostatni popełnił błąd, wdając się w konflikt z prezydentem Gwatemali Carrerą i wchodząc w sojusze z gwatemalskimi liberałami. Poza tym, z honorami sprowadził z Kostaryki szczątki dawnego prezydenta Zjednoczonych Prowincji, Francisco Morazána, którego Carrera był zagorzałym wrogiem. Vasconcelos w końcu najechał Gwatemalę, ale został pokonany w bitwie pod La Arada w lutym 1851 roku. W ten sposób zakończył się pierwszy, 6-letni okres rządów liberałów w Salwadorze. Konserwatyści wybrali na prezydenta Francisco Dueñasa (1851–1854), a następnie – pod jego wpływem – José Maríę de San Martína (1854–1856), Rafaela Campo (1856–1858) i Miguela Santína del Castillo (1858–1859). W tym czasie następuje znaczący spadek produkcji indygowca z powodu wynalezienia w Europie barwników syntetycznych. Uprawa tej rośliny stanowiła podstawę gospodarki kraju podczas rządów kolonialnych. W roku 1856 kraje środkowoamerykańskie zjednoczyły się pod wspólną ideą pokonania i wygnania amerykańskiego awanturnika Williama Walkera, który zdobył wówczas władzę w Nikaragui i planował podbój kolejnych krajów Ameryki Środkowej. Prezydent Salwadoru Rafael Campo mianował Gerardo Barriosa dowódcą sił zbrojnych wysłanych do Nikaragui. Ten, wracając ze zwycięskiej kampanii, w 1859 roku obalił (kolejnego już) prez. Miguela Santína i sam ogłosił się prezydentem. Podczas jego rządów masowo sprowadzano do Salwadoru sadzonki kawowca i propagowano publiczny system nauczania. Mimo że Barrios starał się nie wchodzić w zatargi z Gwatemalą (prez. Rafael Carrera), ostatecznie doszło do konfrontacji zbrojnej (1863), w czasie której siły salwadorskie zostały znów pokonane. Wtedy prezydentem został znów Francisco Dueñas – tym razem rządził do 1871 r., z poparciem Gwatemali. W kwietniu 1871 roku liberał Santiago González Portillo obalił Dueñasa. Jego rządy trwały do 1876 roku. W tym czasie ogłoszono w Salwadorze wolność wyznania, zsekularyzowano cmentarze, zalegalizowano małżeństwa cywilne, wprowadzono edukację świecką i skasowano zakony.

## Kawowa republika(1876–1931)

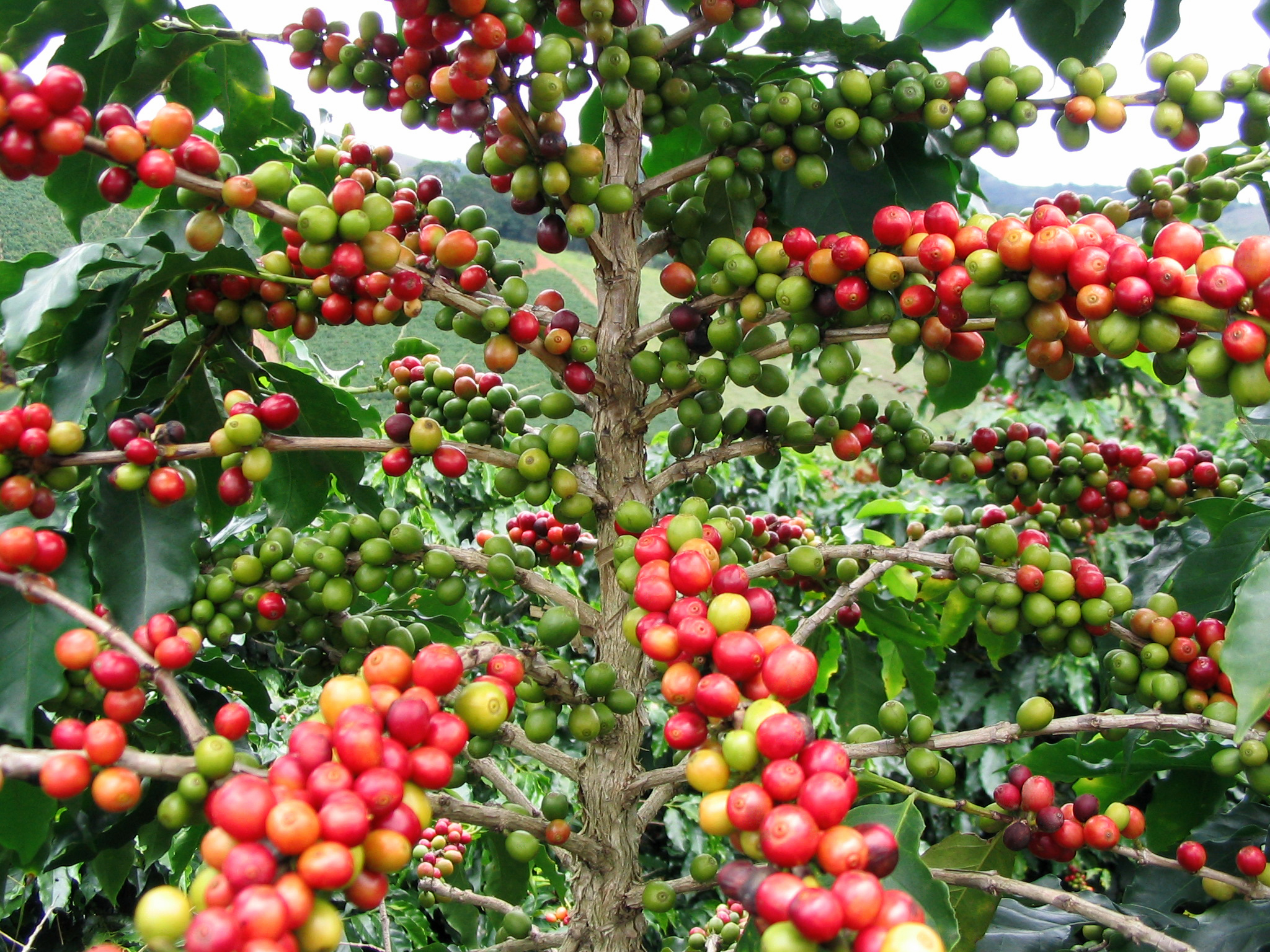
Od połowy XIX wieku uprawa kawy stała się podstawą gospodarki kraju, zastępując indygowiec

Flaga Salwadoru przyjęta w 1912 roku

Prezydent Rafael Zaldívar, który zastąpił Gonzáleza w 1876 roku, wydał w latach 1881 i 1882 kilka dekretów, na mocy których zniesiono instytucję ziemi kolektywnej oraz ejido, które to formy własności przeważały w Salwadorze od czasów kolonialnych. Ejido było formą własności polegającą na tym, że rząd na prośbę bezrolnych obywateli w porozumieniu z obszarnikiem wydzielał z ziem obszarnika pewną część, którą rozparcelowywał między bezrolnych (od tej chwili – ejidatarios). Ejidatario nie był w sensie prawnym właścicielem tej ziemi, ale mógł przenieść prawo użytkowania na potomstwo. Dekrety prezudenta Zaldívara spowodowały, że bardzo niewiele rodzin obszarniczych skupiło w swoim posiadaniu ogromne obszary uprawne. Zaldívar został obalony w 1885 r., a jego następcą został gen. Francisco Menéndez, który podpisał nową – liberalną – konstytucję w 1886 r. W tym czasie do Salwadoru przybyło sporo rodzin europejskich, które szybko znalazły sobie zajęcie, korzystając z prosperity i ze swej znajomości rynku międzynarodowego. Rodziny te zajęły się handlem oraz uprawą i przetwórstwem kawy. Od roku 1898 (dojście do władzy gen. Tomása Regalado) do 1931 r. panowała w polityce pewna stabilność. Prezydentura trafiała w ręce wielkich plantatorów kawy. Elita gospodarcza rządziła krajem, bezpośrednio przekazując sobie urząd prezydenta. Ten okres w historii Salwadoru jest znany jako kawowa republika („República Cafetalera”). Reformy gospodarcze zwiększające wpływy oligarchii doprowadziły do licznych powstań chłopskich mających miejsce pod koniec XIX wieku.
Dr. Manuel Enrique Araujo, prezydent w latach 1911–1913, stworzył Gwardię Narodową i powziął kilka środków w celu wzmocnienia władzy państwowej. W 1912 roku przyjęto aktualnie obowiązującą flagę państwową. Prez. Araujo został zamordowany w 1913 r. Po tym zabójstwie krajem rządziła do 1927 roku wpływowa rodzina Meléndez-Quiñonez. Była ona członkiem elitarnej grupy znanej jako 14 Rodzin (liczba jest symboliczna i ma oznaczać liczbę departamentów) lub Kreolska Oligarchia (w odniesieniu do pochodzenia tych rodzin bezpośrednio od Hiszpanów, urodzonych na terenie Salwadoru). W skład tej grupy wchodziły też rodziny Dueña, Araujo, Orellana, Álvarez i Meza-Ayau. W okresie ich rządów doszło do napięć społecznych na których poparcie zyskały organizacje lewicowe oraz związki zawodowe pozostające w opozycji do rządu. Rząd pod względem gospodarczym związał się ze Stanami Zjednoczonymi w wyniku czego sytuacja gospodarcza uległa znacznemu pogorszeniu. Pod koniec kryzysu na prezydenta wyznaczono Pío Romero Bosque który częściowo przywrócił rządy prawa lecz poddał represjom ruch związkowy. Wielki kryzys wywołał dalsze napięcia które doprowadziły do powstania chłopskiego lat 1930-1932. Na czele powstańców stanął Farabundo Martí. W 1931 roku w obliczu rebelii rząd zorganizował wolne wybory, które wygrała Partia Pracy (Partido Laborista) pod przywództwem doktora Arturo Araujo (najprawdopodobniej nie spokrewnionego z zabitym w 1913 roku prezydentem). Partia Pracy zyskała poparcie studentów, robotników i Komunistycznej Partii Salwadoru (PCS), założonej w 1930 roku przez grupę wojskowych, wśród których znalazł się Martí. Araujo ustanowił swobody obywatelskie, zalegalizował PCS oraz doprowadził do zakończenia rebelii chłopskiej.

## Autorytaryzm wojskowy (1931–1979)
Spadek cen kawy, związany z kryzysem światowym, spowodował niezadowolenie na tyle duże, że rząd Araujo został obalony 2 grudnia 1931 roku przez grupę wojskowych. Przekazali oni władzę dotychczasowemu wiceprezydentowi, gen. Maximiliano Martínezowi, zapoczątkowując okres rządów autorytarnych, kontrolowanych przez wojsko i wspieranych przez plantatorów kawy. W latach 1931–1979 rządy autorytarne wojskowych i oligarchów prowadziły politykę, która łączyła w sobie represje i ograniczone reformy.

### Dyktatura Martíneza (1931–1944)
Wkrótce po dojściu gen. Maximiliano Martíneza do władzy, w styczniu 1932 roku wybuchło powstanie, w którym brali udział Indianie (głównie Pipil) i chłopi z zachodu kraju oraz PCS. Plany tego powstania były rządowi znane, tak więc Farabundo Martí oraz inni przywódcy PCS zostali aresztowani jeszcze przed jego wybuchem. Powstańcy prowadzili główne działania w czterech zachodnich departamentach: Ahuachapán, Sonsonate, Santa Ana i La Libertad, gdzie atakowali wielkie plantacje. Powstanie zostało krwawo stłumione przez gen. Martineza – liczba ofiar jest dyskutowana wśród historyków, ale szacuje się ją na 10 do 30 tys.
Farabundo Marti i inni przywódcy PCS zostali rozstrzelani 1 lutego. Rozstrzelano również Feliciano Amę – wodza plemienia Izalco, oraz Francisco Sáncheza – przywódcę chłopskiego z departamentu Sonsonate. Chociaż PCS wzorowała się przy organizowaniu powstania na rewolucji październikowej, w rzeczywistości w jej szeregach znajdowali się głównie intelektualiści i studenci, dlatego partia miała niewielką rolę w powstaniu. Masy w nim uczestniczące były głównie pochodzenia indiańskiego. Z tego powodu powstanie z 1932 roku jest uznawane przez wielu historyków i socjologów salwadorskich za kontynuację ruchu oporu, rozpoczętego przez Anastasio Aquino, wodza Indian Nonualco w 1833 roku – wówczas przeciwko Zjednoczonym Prowincjom Ameryki Środkowej. Brutalność stłumienia powstania może wynikać stąd, że akurat w latach dyktatury Martineza zbiegło się w Salwadorze kilka zjawisk historycznych: oprócz powstania jest dyktatura oligarchów – wielkich rodzin plantatorskich, a także zaczyna się zimna wojna, w której – dla utrzymania władzy – oligarchowie i wojsko stanęły po stronie USA, a więc musiały ostro rozprawiać się z ruchami lewicowymi. W wyniku krwawych represji po powstaniu, które są uznawane przez wielu historyków za ludobójstwo, następuje szybkie i postępujące zanikanie zwyczajów indiańskich.
Po rozgromieniu powstańców gen. Martinez wzmocnił swoją pozycję i rozpoczął dyktaturę wojskową na wzór faszystowski. Także w polityce zagranicznej dokonał on zbliżenia do państw faszystowskich.
W celu osłabienia skutków kryzysu, który w Salwadorze wynikł z powodu spadku światowych cen kawy, Martinez wprowadził kilka posunięć, jak anulowanie długów plantatorów i utworzenie Banku Hipotecznego – państwowej instytucji finansowej, udzielającej kredytów plantatorom. Jednocześnie wprowadził w życie szereg irracjonalnych zarządzeń wewnątrzkrajowych. Martinez został obalony w maju 1944 roku w wyniku paraliżu, który ogarnął kraj wskutek strajku siedzącego (gdy pracownicy przychodzą do pracy, ale nic nie robią na stanowiskach pracy), ale oligarchia i wojsko zdołało utrzymać władzę. Po obaleniu dyktatora, urząd prezydenta objął gen. Andrés Ignacio Menéndez, który po podjęciu próby przeprowadzenia wolnych wyborów został obalony w październiku 1944 roku. Prezydentem został płk. Osmín Aguirre y Salinas, który ogłosił wybory na rok 1945. Opozycja ogłosiła wówczas zwycięstwo jej kandydata Miguela Tomása Moliny, ale wojsko ogłosiło zwycięzcą generała Salvadora Castanedę Castro. Gen. Castro rządził do 1948 r. Kontynuował w dużej mierze dyktatorską politykę gen. Martineza uzupełniając ją o wzmożony interwencjonizm gospodarczy.

### Era PRUD (1948–1960)
14 grudnia 1948 roku prezydent Castro został obalony w wyniku zamachu stanu, któremu sprzyjały kręgi postępowe w wojsku. Władzę objęła Rada Rządu Rewolucyjnego. W 1950 roku uchwalono nową postępową konstytucję i utworzono Rewolucyjną Partię Zjednoczenia Demokratycznego (Partido Revolucionario de Unificación Democrática, PRUD), która wiele zaczerpnęła z meksykańskiej Partii Rewolucyjno-Instytucjonalnej. Prezydentami z ramienia PRUD byli pułkownicy: Óscar Osorio (1950–1956) i José María Lemus (1956–1960). Zainicjowali oni szereg reform o charakterze socjaldemokratycznym, jak utworzenie Salwadorskiego Instytutu Bezpieczeństwa Społecznego (ISSS), zajmującego się m.in. sprawami zdrowia i pożyczek, czy też Instytutu Życia Miejskiego (IVU), poza tym stymulowali umiarkowany rozwój przemysłu w sposób, który obecnie promuje CEPAL. Rozpoczęto też program realizacji wielkich projektów infrastrukturalnych, jak np. Autostrada Nadbrzeżna (Carretera del Litoral) czy hydroelektrownia „5 Listopada” (na cześć powstania z 1811 roku). Plany społeczne rządów Osorio i Lemusa mogły odnieść sukces dzięki okresowi prosperity na rynku kawy i dzięki wprowadzeniu nowej dochodowej uprawy – bawełny. Ale pod koniec lat 50. ceny kawy spadły, kraj znalazł się w kryzysie i rząd Lemusa został obalony 26 października 1960 roku w wyniku kolejnego puczu wojskowego.

### Rządy PCN (1962–1979)
Po obaleniu Lemusa miały miejsce dwa rządy tymczasowe. Pierwszym była Junta Rządowa (październik 1960 – styczeń 1961), przewodzona przez oficerów z kręgu płka Osorio, do której dołączyli postępowi cywile. Junta została obalona przez Dyrektoriat Cywilno-Wojskowy (styczeń 1961 – styczeń 1962), tworzony przez konserwatywnych oficerów i cywilów. W roku 1962 napisano nową konstytucję, która zabraniała szerzenia doktryn anarchicznych i antydemokratycznych. Przepis ten umieszczono przeciwko partii komunistycznej (PCS) i ruchom lewicowym. W kwietniu 1962 przeprowadzono wybory prezydenckie. Powstała nowa partia związana z reżimem wojskowym – prawicowa Partia Pojednania Narodowego (PCN), która zgłosiła do wyborów płka Julio Adalberto Riverę. Pułkownik wybory wygrał i sprawował urząd w latach 1962–1967. Za jego rządów Salwador przystąpił do programu Sojusz dla Postępu (Alianza para el Progreso), naciskany przez administrację prez. J.F. Kennedy’ego w celu osłabienia fali ruchów partyzanckich i lewicowych, zainspirowanych rewolucją kubańską. W ramach „polityki rozwoju” Stany Zjednoczone udzielały pożyczek na budowę infrastruktury w celu modernizacji zacofanego Salwadoru. W tym czasie zaplanowano i zrealizowano budowę portu w Ajacutla, międzynarodowego portu lotniczego w San Salvador, szpitala Bloom i autostrady Comalapa, rozbudowano i wyposażono Instytut im. Francisco Menéndeza itp. Kurs waluty i wskaźniki wzrostu gospodarczego pozostawały stabilne, emigracja (zwłaszcza do USA) oraz migracje wewnętrzne do miast nie były znaczące. Na kadencję 1967–1972 został wybrany płk. Fidel Sánchez Hernández. W tym czasie Stany Zjednoczone wysłały grupę doradców wojskowych, pomagających w działaniu Organizacji Narodowo-Demokratycznej (ORDEN) – grup paramilitarnych, stanowiących „uszy i oczy” reżimu wojskowego. Oryginalnie ORDEN miał za zadanie zbierać informacje o ruchach lewicowych, ale stał się narzędziem represji wobec własnych obywateli. Po 1967 roku ORDEN stał się organizacją oficjalną i służył wzmocnieniu pozycji PCN.

Gen. Carlos Humberto Romero, ostatni z prezydentów-wojskowych (1977)

Pomaganie takim organizacjom, jak ORDEN, było częścią polityki USA, mającej na celu neutralizację możliwych ognisk komunizmu w Ameryce Środkowej. Innym przejawem takiej polityki było wysłanie do Salwadoru grupy doradców technicznych z Amerykańskiego Instytutu Rozwoju Wolnych Związków Zawodowych (AIFLD) w celu stworzenia dwóch organizacji ludowych, które, według zamierzeń, podejmowały się realizować status Instytutu, tzn. stwarzać warunki do współpracy między pracodawcami a pracownikami i likwidować napięcia, które są pożywką dla komunistów. Tymi organizacjami były: Salwadorska Unia Komunalna (UCS) i Narodowe Stowarzyszenie Indian Salwadorskich (ANIS). USA ułatwiło im przyznawanie kredytów w celu zakupu ziemi i środków do produkcji rolnej i hodowlanej, co w czasie dyktatury płka Arturo Armando Moliny stworzyło z nich głównych beneficjentów reformy rolnej. Ale rozmiar projektu nie był znaczący, gdyż i liczba współpracujących firm była mała. Poza tym organizacje te nie miały dużego poparcia ze strony samych Salwadorczyków, ponieważ projekt miał odpowiadać przede wszystkim celom USA, a dopiero potem Salwadoru. Obie organizacje stały się filią amerykańskiej AFL-CIO. Reformy wojskowego rządu nie zadowoliły społeczeństwa a chłopskie protesty zostały brutalnie stłumione przez juntę co w efekcie spowodowało wybuch walk partyzanckich do których doszło pod koniec lat 60.
W roku 1969 zenitu sięgnęło napięcie między Salwadorem a Hondurasem. Napięcie to miało swoje źródła w latach 20., gdy tysiące bezrolnych Salwadorczyków uciekało do Hondurasu w poszukiwaniu lepszego losu. Pod koniec lat 60. rząd honduraski pod presją żądań społecznych wprowadził reformę rolną, która jednak represjonowała społeczność salwadorską, liczącą ok. 3000 osób – na mocy reformy zostały im skonfiskowane majątki i dorobek kilku pokoleń. Wszystkie te osoby zostały zmuszone do masowego powrotu do ojczyzny, co z kolei przestraszyło rząd płka Hérnandeza, że zażądają one reformy rolnej i przydziału ziemi. Atmosfera nienawiści przeciw sąsiadowi była oczywiście sposobem odwrócenia uwagi od problemów wewnętrznych, ale podsycały ją umiejętnie środki masowego przekazu. 8 czerwca 1969 roku rozegrano w Tegucigalpie w ramach eliminacji do Mistrzostw Świata w Piłce Nożnej (Meksyk 1970) mecz między Hondurasem a Salwadorem, wygrany przez gospodarzy 1:0. Tydzień później miał odbyć się rewanż w San Salvador. Mecz rozegrano w atmosferze nienawiści, z uzbrojonymi gwardzistami na stadionie, gdzie zamiast flagi Hondurasu wywieszono szmatę. Salwador wygrał bez problemu 3:0, piłkarzy Hondurasu przewieziono do granicy wozami pancernymi, gdzie wyrzucono ich na ulicę. Kilka dni później oba kraje zerwały stosunki dyplomatyczne między sobą. Mecz został powtórzony 27 czerwca w mieście Meksyk – Salwador wygrał 3:2. 14 lipca Salwador zaatakował Honduras. Wojskami napastnika dowodził gen. José Alberto „Chele” Medrano, szef ORDEN-u. Zajęły one 1650 km² terytorium Hondurasu, kierując się na Tegucigalpę. Organizacja Państw Amerykańskich wynegocjowała wówczas zawieszenie broni, zawarte 20 lipca. Na początku sierpnia wojska salwadorskie wycofały się do kraju. Napięcie trwało jeszcze ok. 3 lat. Traktat pokojowy podpisano dopiero w roku 1980 w Limie. Źródła szacują, że w wojnie zginęło ok. 4 do 6 tys. osób. Została ona błędnie ochrzczona jako „wojna futbolowa”, właśnie z tego powodu, że bezpośrednim pretekstem był jakoby przegrany mecz. Jest to nieprawda – choćby z tego względu, że w meczu zwyciężył Salwador, który równocześnie był agresorem. Bezpośrednimi skutkami wojny było wzmocnienie pozycji armii w obu krajach, zwłaszcza w zwycięskim Salwadorze, oraz nacisk na rząd ze strony przybyszy wypędzonych z Hondurasu. To ostatnie z kolei skutkowało wprowadzeniem reformy rolnej, ale jej nieudolne przeprowadzenie nie zmniejszyło napięć, które stały się jedną z przyczyn wojny domowej z lat 80.
Po zakończeniu wojny z Hondurasem sytuacja w kraju uległa dalszej destabilizacji. Junta swoją władzę oparła na wsparciu USA które rządzone przez Jimmy’ego Cartera przeznaczały 1,5 miliona dolarów dziennie na finansowanie reżimu. Ludność była terroryzowana przez wojsko, policję i prawicowe bojówki. W kraju szalały szwadrony śmierci. 40% ziem uprawnych należało do kilku bogatych rodzin. Większość obywateli żyła w skrajnej nędzy. Istniał oddolny ruch protestu, lecz wyrażanie własnej opinii równało się w tym czasie wyrokowi śmierci. Coraz większa część społeczeństwa zdawała sobie sprawę z panującej w kraju niesprawiedliwości. Doszło wówczas do rywalizacji między Kościołem katolickim a rządem - chrześcijanie tworzyli grupy podstawowe, w których uczestnicy dyskutowali o roli chrześcijaństwa i jego wpływie na społeczeństwo; każda taka grupa miała własnego księdza wybranego przez uczestników grupy. Ziemianie zorganizowali akcje przeciwko grupom, bojąc się, że wybieranie przez grupy swoich rzeczników doprowadzi do osłabienia ich pozycji; prasa określała uczestników grup jako marksistów. Rząd podjął się represji skierowanych przeciwko duchownym. W 1977 roku z rąk służby bezpieczeństwa zginął ojciec Rutilio Grande znany z krytyki rządu. Sprzeciw wobec polityki reżimu w coraz bardziej radykalny sposób wyrażała lewica. W kwietniu 1970 roku jedna z frakcji partii komunistycznej (PCS) przekształciła się w Ludowe Siły Wyzwoleńcze im. Farabundo Martí (FPL). W roku 1971 jedna ze studenckich organizacji młodzieżowych, „Grupa” (przodek Ludowej Armii Rewolucyjnej), porwała i zabiła przedsiębiorcę Ernesto Regalado Dueñasa, członka jednej z najsilniejszych rodzin plantatorskich w kraju.
W wyborach w roku 1972 opozycja – zwłaszcza Ruch Narodowo-Rewolucyjny (MNR) pod przewodnictwem dra Guillermo Manuela Ungo, Unia Demokratyczno-Narodowa (UDN) pod przewodnictwem dra Francisco Limy oraz Partia Chrześcijańsko-Demokratyczna pod przywództwem inż. José Napoleóna Duarte – zjednoczyła się w Unię Opozycji Narodowej (UNO), której szefem został José Napoleón Duarte. Wielu historyków uważa, że ruch UNO wygrał wybory i Duarte powinien zostać prezydentem, ale wojsko ogłosiło zwycięzcą płka Arturo Armando Molinę z PCN.. W wyniku silnych protestów i groźby zamachu stanu Duarte został zmuszony do emigracji do Wenezueli. UNO pozostała jednak zjednoczona i wzięła udział w następnych wyborach – w 1977 r. Tym razem jej kandydatem był gen. Ernesto Claramount. Historycy uważają, że ponownie wygrał kandydat UNO, ale wojskowi znów ogłosili zwycięzcą kandydata PCN – gen. Carlosa Humberto Romero. Gdy okazało się, że przejęcie władzy przez opozycję w sposób demokratyczny jest mrzonką, niektóre grupy opozycyjne wobec rządu poczuły się zmuszone do podjęcia walki zbrojnej.
Po wyborach na lewicy powstało wiele grup zbrojnych, jak np. Ludowa Armia Rewolucyjna (ERP) czy Narodowy Ruch Oporu (FARN). Takie grupy były tworzone przez organizacje ludowe z udziałem syndykatów, stowarzyszeń zawodowych, grup chłopskich, kongregacji religijnych i ośrodków edukacyjnych średniego i wyższego szczebla. Kryzys polityczny, wynikły podczas rządów gen. Romero, powiększał się. Lewicowe grupy zbrojne dokonywały ataków funkcjonariuszy rządowych i obszarników ziemskich, podczas gdy wojsko i organy bezpieczeństwa zwiększały okrucieństwo represji – dotyczyło to zwłaszcza szwadronów śmierci, związanych bezpośrednio z organizacjami woskowymi, jak Unión Guerrera Blanca (UGB), Ejército Secreto Anticomunista (ESA), Fuerzas Armadas de Liberación Anticomunista – Guerra de Eliminación (FALANGE), Organización para la Liberación del Comunismo (OLC).

## Wojna domowa (1980–1992)

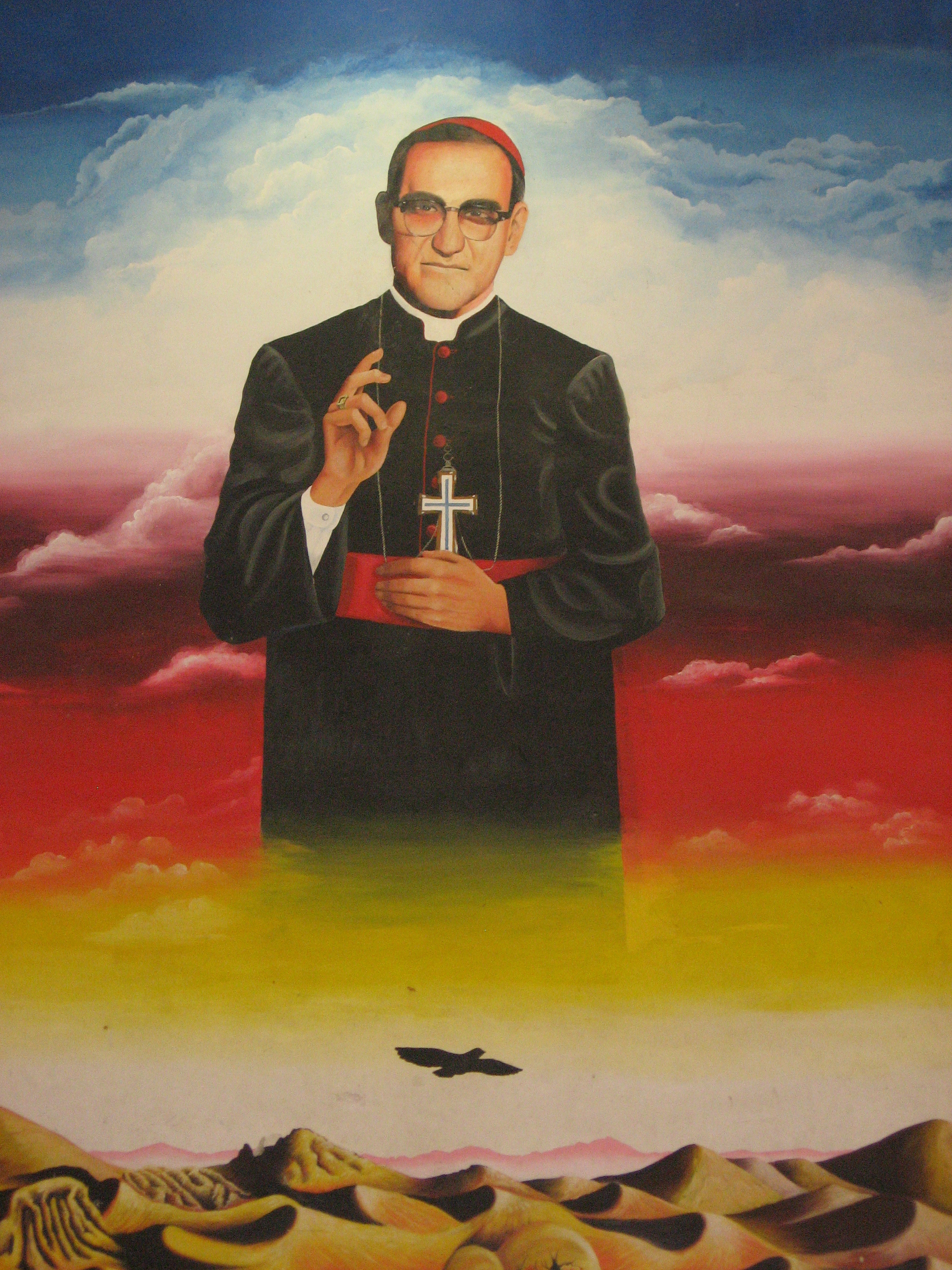
Mural z portretem Óscara Arnulfo Romero, arcybiskupa San Salvador, zamordowanego w 1980 r.

15 października 1979 roku grupa wojskowych dowodzonych przez płka Adolfo Majano obaliła prez. Romero i utworzyła Rządzącą Juntę Rewolucyjną. Wkrótce dowodzenie przejął płk Jaime Abdul Gutiérrez, który wspólnie z ministrem obrony, płkiem Guillermo Garcíą, przejął kontrolę nad przeprowadzeniem zmian ustrojowych. Rok 1980 odznaczył się szeregiem represji ze strony państwa i organizacji paramilitarnych, mnożących się wskutek aktów przemocy dokonywanych przez grupy partyzanckie. Wydarzenia te stały się przysłowiową kroplą, która przelała puchar, doprowadzając do wybuchu wojny domowej. W lutym major Roberto D’Aubuisson, były szef sekcji politycznej Departamentu Wywiadu (G-2) Gwardii Narodowej i dyrektor ANSESAL (agencji wywiadu wojskowego, której podlegał m.in. ORDEN), w wystąpieniu telewizyjnym powiązał organizacje rewolucyjne z chadekami. Skutkiem – według źródeł związanych z Partią Chrześcijańsko-Demokratyczną (PDC) było zabójstwo prokuratora generalnego, doktora Mario Zamory Rivasa. W marcu Partia Komunistyczna założyła Wyzwoleńcze Siły Zbrojne (FAL). Kierownikiem junty rządzącej (już trzeciej) został José Napoleón Duarte. Duarte chciał wcielić w życie program opracowany przez doradców amerykańskich, zawierający takie postulaty, jak: reforma rolna, nacjonalizacja banków, handlu zagranicznego oraz przemysłu kawowego i cukrowego. Równocześnie, Duarte ogłosił stan oblężenia i zawieszenie gwarancji konstytucyjnych, które było przedłużane sukcesywnie do chwili podpisania paktu pokojowego. 24 marca został zamordowany arcybiskup San Salvador, monsignore Óscar Arnulfo Romero, po tym, jak zaapelował do Stanów Zjednoczonych o wycofanie wsparcia wojskowego dla reżimu salwadorskiego i nakazał juncie rządzącej zaprzestanie represji. O zorganizowanie zbrodni oskarżono później mjra D’Aubuissona, ale nikt nie postawił go przed sądem.
W roku 1980 powstały następujące ruchy polityczno-militarne:
- Coordinadora Revolucionaria de Masas (CRM) – w styczniu; miały na celu koordynację działania organizacji masowych, powstałych w Salwadorze w latach 70.,
- Demokratyczny Front Salwadoru (FDS) – w marcu, utworzony z partii chadeckich i ruchów zawodowych,
- Demokratyczny Front Rewolucyjny (FDR) – w kwietniu, utworzony z połączenia CRM i FDS,
- Połączone Kierownictwo Rewolucyjne (DRU) – w maju, utworzone przez Ludowe Siły Wyzwoleńcze im. Farabundo Martí (FPL), Komunistyczną Partię Salwadoru i FARN w celu zjednoczenia sił przeciw juncie rządzącej.

W listopadzie 1980 roku szefowie FDR zostali porwani i rozstrzelani przez Szwadrony Śmierci, powiązane z milicjami plantatorów (Policía de Hacienda).
W maju 1980 roku świat został wstrząśnięty masakrą ponad 600 osób nad rzeką Sumpul (dep. Chalatenango), stanowiącą częściowo granicę między Salwadorem a Hondurasem. Uciekinierzy salwadorscy próbowali przedostać się do obozów dla uchodźców w Hondurasie i zostali zaatakowani ogniem artyleryjskim przez oddziały ORDEN-u, wspomagane przez wojsko honduraskie, które nie życzyło sobie uchodźców na swoim terenie. Także w maju dowódcy partyzantki utworzyli Zjednoczone Kierownictwo Rewolucyjne (DRU-PM), zaś 10 października – Front Wyzwolenia Narodowego im. Farabundo Martí (FMLN). W grudniu dołączyła się trockistowska Rewolucyjna Partia Robotnicza Ameryki Środkowej (PRTC). W grudniu czterech zakonników ze Stanów Zjednoczonych zostało zamordowanych przez Gwardię Narodową. Duarte został wybrany szefem junty, a płk Gutiérrez – jego zastępcą. Kościół oświadczył, że w roku 1980 straciło życie 28 duchownych (wśród nich arcybiskup San Salvador), a 21 uznano za zaginionych. Poza tym, odnotowano 14 ataków bombowych na kościoły i 41 ataków z użyciem karabinu maszynowego, a także 15 aktów rabunkowych i 33 zajęcia świątyń. 10 stycznia 1981 roku FMLN podjął ofensywę generalną i wezwał do powstania narodowego. W maju aresztowano mjra D’Aubuissona pod zarzutem przygotowań do przeprowadzenia zamachu stanu przeciwko Duarte i juncie rządzącej, ale wkrótce został uwolniony.
W sierpniu 1981 Komisja Praw Człowieka Salwadoru (CDHES) poinformowała, że od chwili, gdy pierwsza junta objęła władzę, oddziały zbrojne (w tym szwadrony śmierci) zabiły łącznie 32 tys. cywilów. W tym samym miesiącu D’Aubuisson ogłosił, że zakłada partię Narodowy Sojusz Republikański (ARENA) i zgłasza swoją kandydaturę do przyszłych wyborów prezydenckich.

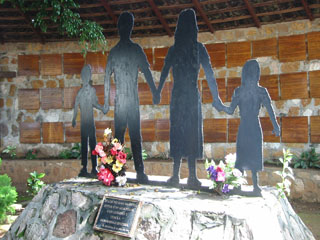
Pomnik ofiar masakry w El Mozote

Armia Salwadoru również była zaangażowana w represje – najbardziej drastyczny przypadek to masowe zabójstwa w kilku gminach departamentu Morazán, określane jako masakra w El Mozote. Wojsko (konkretnie batalion Atlacatl), prowadzące tam operacje antypowstańcze, w dniach 10 – 13 grudnia zabiło kilkuset cywilów (prawdopodobnie ponad tysiąc), a dużo więcej zmusiła do ucieczki do Hondurasu. Oblicza się, że junta wojskowa otrzymała miliard dolarów od USA do walki z partyzantką. Z drugiej strony należy pamiętać, że i ze strony partyzantów częste były takie przestępstwa, jak porwania i zabójstwa – dokonywane zwłaszcza na przedsiębiorcach i burmistrzach – a także niszczenie infrastruktury, ataki zbrojne i niszczenie obiektów wojskowych, wymuszenia okupu na przedsiębiorcach. Takie akcje powtarzały się przez całą wojnę; występowały też akcje głośniejsze i brutalniejsze, jak np. masakra w Zona Rosa czy porwanie i zabicie przedsiębiorcy Roberto Pomy w Planes de Renderos (oba miejsca w pobliżu San Salvador).
W celu znalezienia pokojowego rozwiązania konfliktu Demokratyczny Front Rewolucyjny (FDR) wszedł w sojusz z FMLN, kierowanym przez dra Guillermo Manuel Ungo. Sojusz ten zyskał uznanie jako siła polityczna zdolna reprezentować kraj na arenie międzynarodowej – wyrazem tego uznania była tzw. Deklaracja Francusko-Meksykańska z lipca 1981. 28 marca 1982 roku wybrano nowe Zgromadzenie Konstytucyjne. Przez następne 20 miesięcy prowadzono intensywne rozmowy w celu zredagowania nowej konstytucji. Uchwalono ją 15 grudnia 1983 roku. Jednocześnie na tymczasowego prezydenta wybrano Álvaro Magañę. W wyborach prezydenckich, rozpisanych w roku następnym, wygrał Duarte, drugi był D’Aubuisson. Według Duarte i chadeków, D’Aubuisson i jego partia ARENA mieli luźne związki ze szwadronami śmierci, zaś ambasador USA Robert White określił go jako „patologicznego zabójcę”.
W roku 1984 Duarte doprowadził do dwóch historycznych spotkań, skutkujących sojuszem z FMLN-FDR: jedno odbyło się we wsi La Palna (dep. Chalatenango), a drugie w Ayagualo (dep. La Libertad). Ale żadne z tych spotkań nie przyniosło rozwiązania konfliktu. W maju 1987 sojusz FML-FDR zaprezentował w 18 punktach swoją propozycję. W kwietniu 1989 roku FLMN przedstawił w Waszyngtonie swoje warunki do wynegocjowania końca wojny. W lipcu w wyniku głosowania powszechnego prezydentem został Alfredo Cristiani z ARENY. W sierpniu jego rząd spotkał się z przedstawicielami FLMN w Meksyku. Ale 11 listopada FLMN przeprowadził ofensywę militarną pod nazwą „Hasta el Tope” (której plan – według niektórych mediów – uprzednio znał Fidel Castro). O świcie 16 listopada z kolei oddział wojska zaatakował Uniwersytet Środkowoamerykański im. José Simeóna Cañasa w San Salvador i zabił 6 jezuitów powiązanych z ruchem teologii wyzwolenia: Ignacio Ellacuríę, Ignacio Martina Baró, Segundo Montesa, Joaquína Lópeza, Amado Lópeza i Juana Ramóna Moreno, a także dwie ich współpracownice: Elbę i Celinę Ramos.
Ataki te pokazały, że nie jest możliwe osiągnięcie przewagi militarnej przez którąkolwiek ze stron. Negocjacje prowadzone z ARENĄ zaowocowały podpisaniem protokołu w Genewie w kwietniu 1990. W maju zaś, po mediacjach Alvaro de Soto, osobistego przedstawiciela Sekretarza Generalnego ONZ, delegacje obu stron podpisały Zgodę z Caracas. W grudniu 1990 FMLN przeprowadził ostatnią ofensywę militarną. Po raz pierwszy doszło do zestrzelenia samolotów za pomocą rakiet ziemia-powietrze. Po ustaleniu się równowagi sił, 31 grudnia 1991 rząd ARENY podpisał Zgodę z Nowego Jorku, a 16 stycznia 1992 negocjacje zakończyły się podpisaniem porozumień pokojowych w Chapultepec w Meksyku. Położyły one kres trwającej 12 lat wojnie domowej. Jej skutkiem była śmierć 75 tys. cywilów i ok. 9 tys. zaginionych. Na mocy porozumień pokojowych stworzono Komisję Prawdy pod auspicjami ONZ. Opracowała ona raport zatytułowany „Od szaleństwa do nadziei” („De la Locura a la Esperanza”), w którym opublikowała wyniki śledztwa dotyczącego wydarzeń z lat 1980–1991.

## Okres powojenny (od 1992 do czasów obecnych)

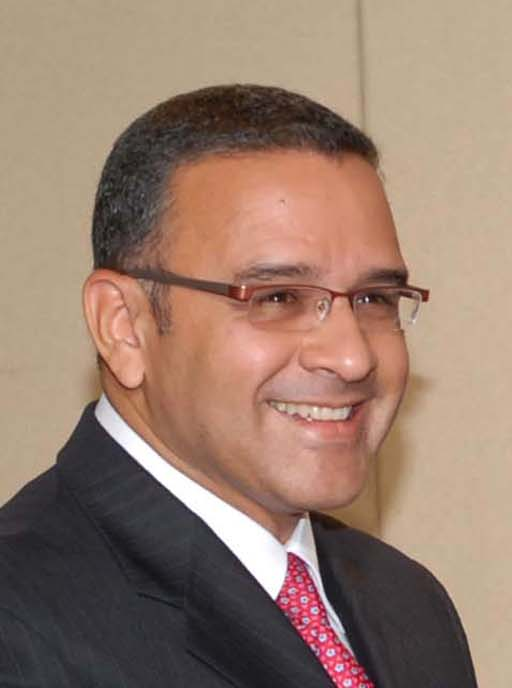
Carlos Mauricio Funes Cartagena, prezydent Salwador od 2009 do 2014 roku

W wyborach prezydenckich w roku 1994 na uwagę zasługiwał udział FMLN już jako partii politycznej. Zwyciężył kandydat ARENY, Armando Calderón Sol. Podczas swoich rządów Calderón Sol wprowadzał w życie plan prywatyzacji wielu dużych przedsiębiorstw państwowych i realizował wiele innych posunięć neoliberalnych. FMLN z kolei zdobył silną pozycję podczas wyborów parlamentarnych i samorządowych w 1997 r., zdobywając m.in. władzę w San Salvador. Jednak podziały wewnętrzne powstałe w trakcie wyłaniania kandydatury do wyborów prezydenckich na rok 1999 zaszkodziły wizerunkowi partii i wybory te znów wygrał kandydat ARENY Francisco Flores. Podobnie stało się w wyborach prezydenckich 21 marca 2004 roku, gdy wygrał Elías Antonio Saca González z ARENY. Było to już czwarte zwycięstwo tej partii. W tych samych wyborach stanowisko wiceprezydenta objęła po raz pierwszy kobieta – Ana Vilma Albanez de Escobar, z zawodu ekonomista. W wyborach zniknęły wszystkie małe partie (PCN, PDC, CD), które nie uzyskały 3% głosów. Próg ten jest wymagany do utrzymania wpisu w rejestrze sądowym – jeśli partia go nie przekroczy, jest z rejestru wykreślana. W rezultacie system polityczny staje się praktycznie dwupartyjny.
15 lat po podpisaniu porozumień pokojowych proces demokratyzacji życia w Salwadorze jest w stanie niepewnej równowagi po tym, jak parlament na mocy tych porozumień zadekretował w 1993 r. amnestię, w wyniku której nikt odpowiedzialny za zbrodnie popełnione przed, w trakcie i po wojnie nie został osądzony. Przykrym zjawiskiem społecznym, z którym musi borykać się Salwador po wojnie, jest istnienie gangów młodocianych, zwanych maras lub pandillas, tworzonych głównie z nielegalnych imigrantów salwadorskich, deportowanych do kraju z USA. Poziom przestępczości zwrócił uwagę samego rządu, który stworzył dwa programy do walki z nią: Twarda Ręka (Mano Dura) i Supertwarda Ręka (Mano Superdura). Programy te jednak zakończyły się porażką. Tylko w pierwszych czterech miesiącach 2004 roku dziennik El Diario de Hoy odnotował prawie 10 tys. deportowanych osób.
Obecnie głównym źródłem dopływu dewiz do Salwadoru są przekazy pieniężne od Salwadorczyków przebywających za granicą, których liczbę określa się na 2 mln. Salwadorczycy poza granicami kraju mieszkają głównie w USA, Kanadzie i Meksyku, poza tym w Gwatemali, Kostaryce, Australii i Szwecji. Łączne transfery za 2006 rok wyniosły 3,32 mld USD. Zmniejszają one deficyt handlu zagranicznego wynoszący 4,12 mld USD.
Jako niewątpliwy sukces, FMLN może odnotować zwycięstwo w wyborach prezydenckich 15 marca 2009 roku, które wygrał kandydat tej partii, były dziennikarz Mauricio Funes. Jest to pierwsze zwycięstwo partii lewicowej w Salwadorze w całej historii. Funes wygrał z kandydatem ARENY, byłym dyrektorem policji, inż. Rodrigo Avilą. Funes objął urząd 1 czerwca 2009 wraz ze swoim wiceprezydentem Salvadorem Sánchezem Cerénem.